# Oberengadinische Sprache

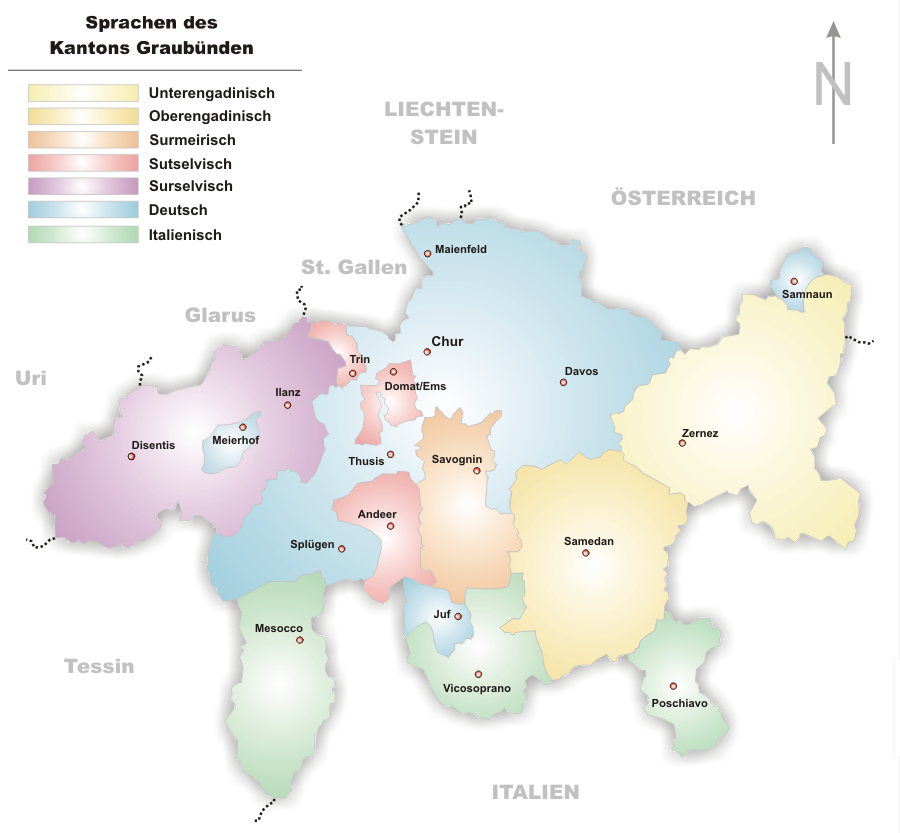
Ehemaliges Verbreitungsgebiet der einzelnen romanischen Idiome im Kanton Graubünden

Oberengadinisch (rätoromanisch puter, mit Betonung auf der langen zweiten Silbe, deshalb im Deutschen neben Puter bisweilen auch Putèr geschrieben) ist ein rätoromanisches Idiom und wird im Oberengadin zwischen Maloja und Cinuos-chel sowie in Bergün/Bravuogn im Kanton Graubünden gesprochen.

## Herkunft
Oberengadinisch ist eine Variante des Ladin. Der Begriff Ladin bezeichnet in der Schweiz die rätoromanischen Varianten des Engadins und des Münstertals. Nebst Puter sind dies Unterengadinisch (Vallader) und Münstertalisch (Jauer); letzterer Dialekt besitzt jedoch im Gegensatz zu Puter und Vallader keine schriftsprachliche Tradition (in den Münstertaler Schulen wurde bis anhin Vallader unterrichtet). Das Ladin in der Schweiz ist Teil des Bündnerromanischen und ist trotz der irreführenden Bezeichnung klar von den Ladinischen Sprachen im Südtirol zu unterscheiden.
Der älteste längere literarische Text auf Rätoromanisch ist die Chanzun da la guerra dalg Chiastè d'Müs von 1527, geschrieben in Puter von Gian Travers aus Zuoz. Auch das erste gedruckte Buch Romanischbündens kam aus dem Oberengadin: 1552 erschien ein protestantischer Katechismus und 1560 das Neue Testament, beide Texte wurden von Jachiam Tütschett Bifrun aus Samedan ins Romanische übersetzt.

## Schreibweise und Aussprache

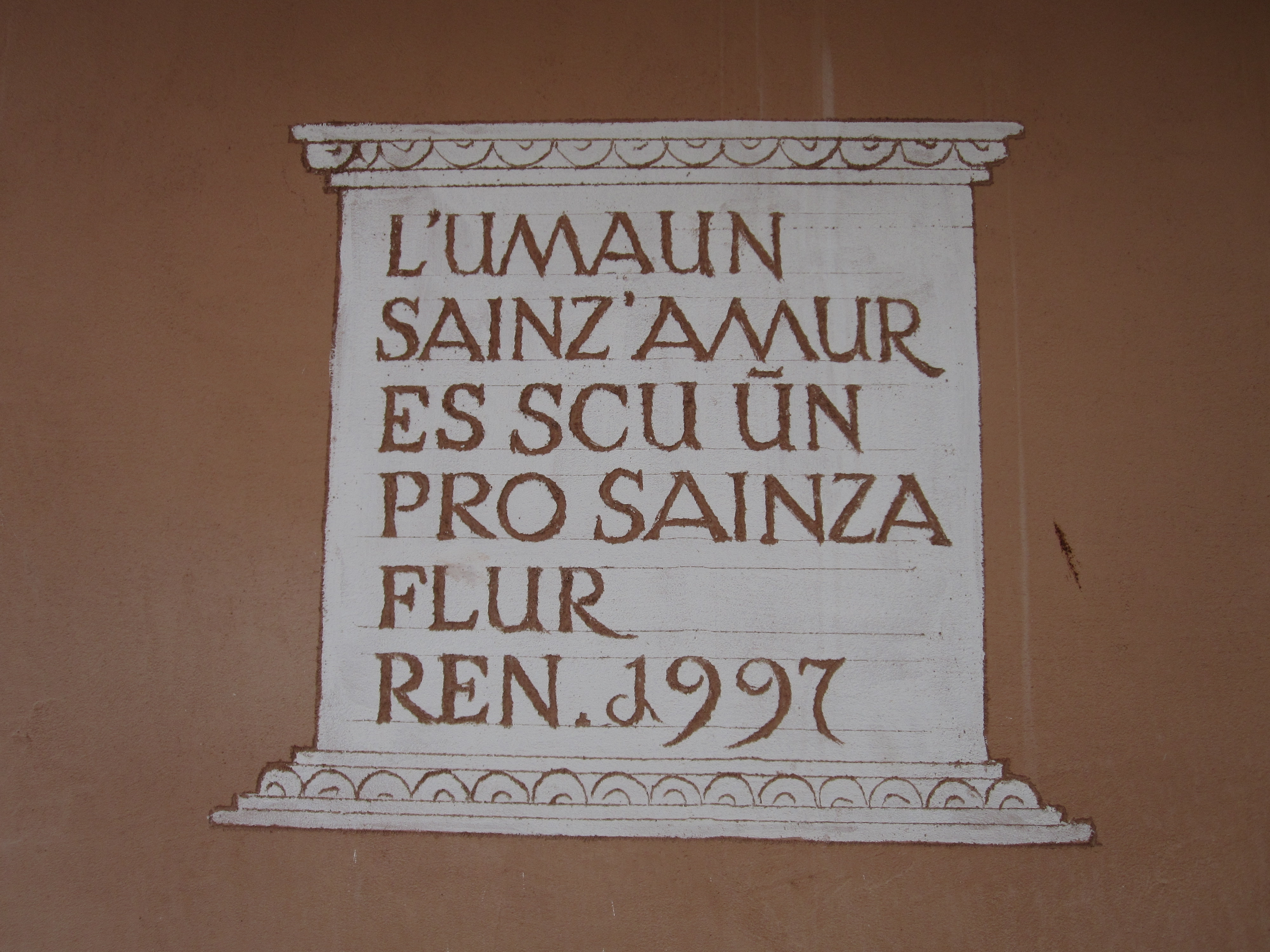
Sgraffito auf einer Hausfassade in Samedan, übersetzt: Der Mensch ohne Liebe ist wie eine Wiese ohne Blume

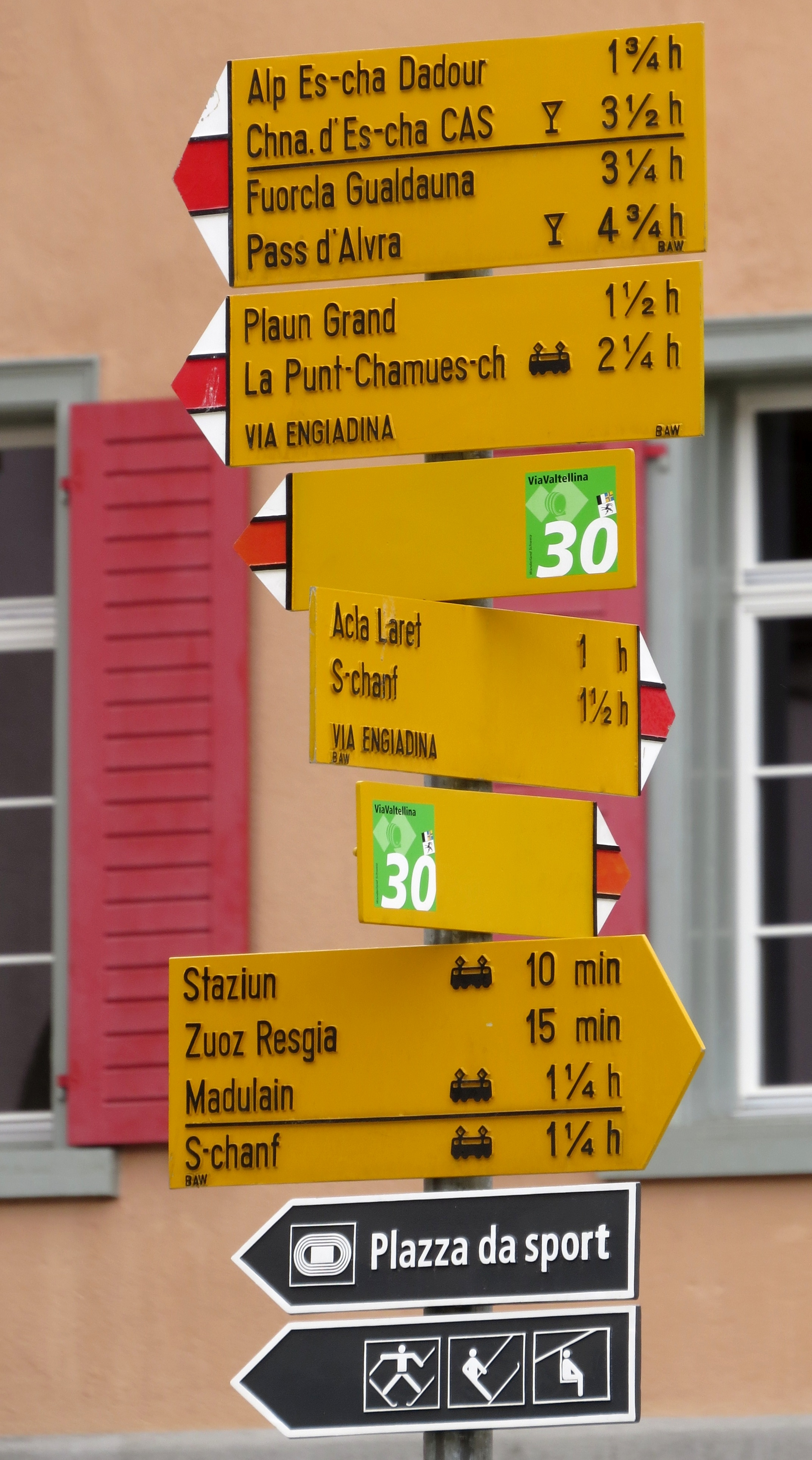
Wegweiser in Zuoz mit Beispielen des Tetragraphen «s-ch»

Trotz zahlreicher Anpassungen im Laufe der Jahrhunderte hat die Oberengadiner Schriftsprache bis heute zahlreiche altertümliche Züge erhalten, was ihre Aussprache schwieriger gestaltet als die der vier anderen traditionellen Schriftidiome Romanischbündens. Hervorzuheben ist zum Beispiel die Aussprache der Buchstabenverbindung -aun- als „än“ vor Konsonant bzw. sogar „äm“ vor Vokal und am Wortende. Der romanische Ortsname Silvaplauna (dt. Silvaplana) wird deshalb ausgesprochen wie „Silvapläma“.
Eine andere Besonderheit der oberengadinischen Rechtschreibung betrifft die Endung -ieu, die sich anhört wie „ia“ (mit betontem i und ganz kurzem a). Aufgrund dieser und anderer Regeln ergibt das romanische Bainvgnieu (dt. willkommen) in der Aussprache „bäjnfnjía“, Vstieu (dt. Kleid) klingt wie „Schtía“ (ohne v!).
Auch die Oberengadiner Ortsnamen halten für Anderssprachige einige Überraschungen bereit: Da ein -g am Wortende meist ausgesprochen wird wie „tj“ im hochdeutschen „tja“ (oder bei ungenauer Aussprache einfach wie dt. „tsch“), hört sich das Seitental von Pontresina/Puntraschigna eher an wie Rosetsch, obwohl Roseg geschrieben wird.
In mehreren Ortsnamen sticht auch die Buchstabenkombination „s-ch“ hervor, so z. B. in S-chanf, Cinuos-chel oder La Punt Chamues-ch. Die Aussprache entspricht der Kombination von dt. „sch“ mit dem vorher erwähnten „tj“, also „sch-tj“ oder (ungenauer) „sch-tsch“ (IPA: /ʃtɕ/). Der Bindestrich ist unerlässlich, um eine Verwechslung mit einfachem „sch“ zu vermeiden. Die erwähnten Beispiele lauten daher ungefähr: „Schtjanf“, „Tsinúoschtjel“, „Tjamuéschtj“. Diese Regel gilt nicht nur für das Oberengadinische, sondern für das Ladin im Allgemeinen.
Eine leicht zu hörende Besonderheit des Puter gegenüber den anderen Idiomen ist die häufige Ersetzung von langem a durch langes e (in diesem Fall wird das e auch geschrieben). Während es im Unterengadin und meist auch im übrigen Romanischbünden heisst: chasa (Haus), Banca Chantunala (Kantonalbank), dumandar (fragen), ala (Flügel), so sagen die Oberengadiner durchwegs chesa, Banca Chantunela, dumander, ela (jeweils mit langem, betontem e).

## Schulsprache
Da das Oberengadinische, wie alle fünf bündnerromanischen Idiome, nicht nur ein mündlicher Dialekt ist, sondern eine Schriftsprache mit normierter Grammatik und Rechtschreibung, findet es auch als Schulsprache Anwendung. In den Primarschulen folgender Gemeinden ist Puter offizielle Schulsprache: Sils im Engadin/Segl, Silvaplana, Celerina, La Punt Chamues-ch, Madulain, Zuoz und S-chanf. Zweisprachige Primarschulen mit Puter und Deutsch als Unterrichtssprachen finden sich in Bever, Pontresina und Samedan. Eine deutschsprachige Primarschule mit Puter als erster Fremdsprache führen St. Moritz und Bergün/Bravuogn. Auch im Dorf Champfèr, das politisch zur Gemeinde St. Moritz gehört, besteht eine romanische Grundschule mit Puter als Unterrichtssprache.

## Sprachbeispiele

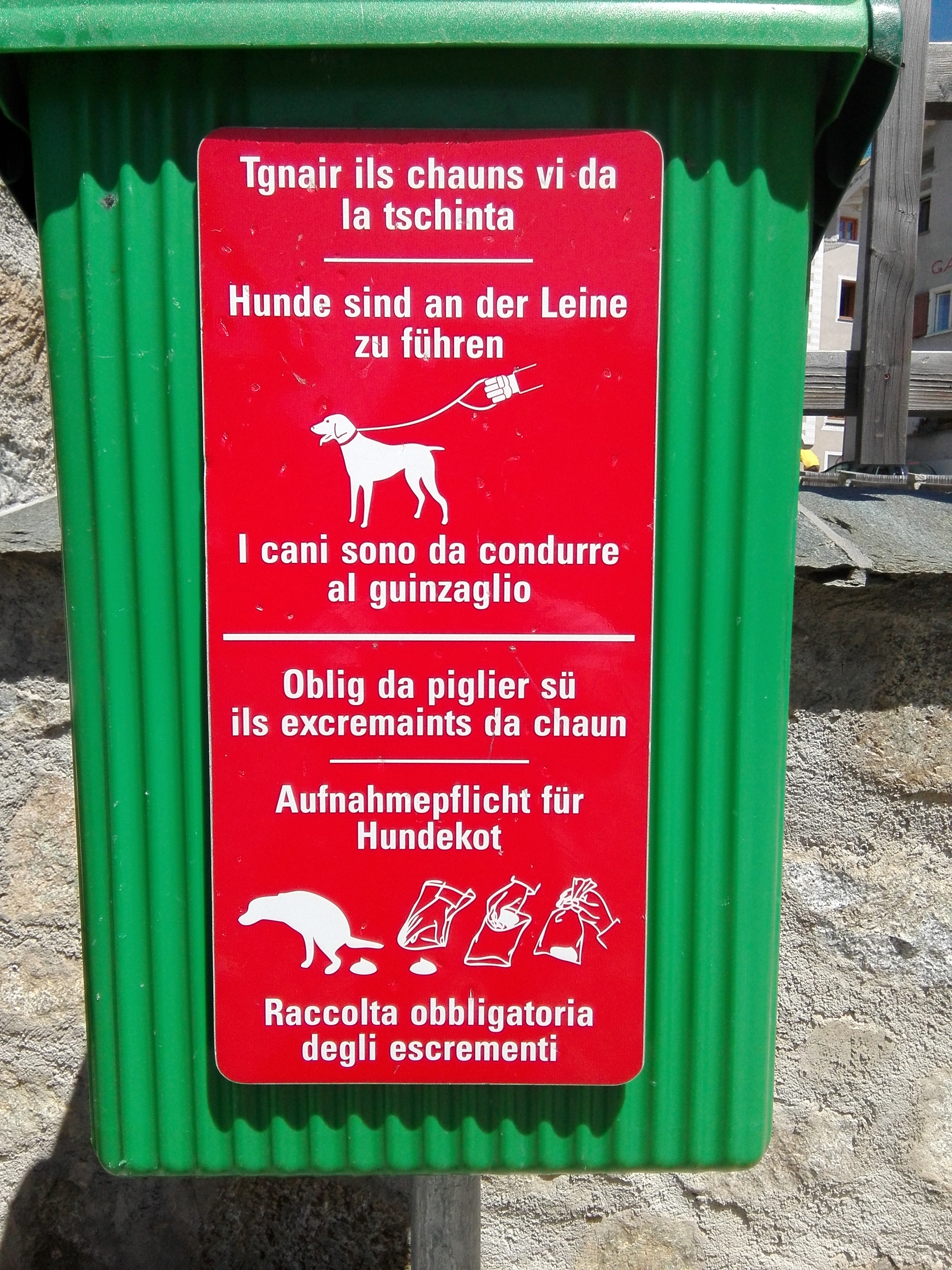
Hinweisschild auf Oberengadinisch, Deutsch und Italienisch.

Zum Vergleich der Sprachen ein Text in Oberengadinisch, Rumantsch Grischun sowie Deutsch.

### Oberengadinisch
La vuolp d'eira darcho üna vouta famanteda. Cò ho'la vis sün ün pin ün corv chi tgnaiva ün töch chaschöl in sieu pical. Que am gustess, ho'la penso, ed ho clamo al corv: "Che bel cha tü est! Scha tieu chaunt es uschè bel scu tia apparentscha, alura est tü il pü bel utschè da tuots". 

### Rumantsch Grischun
La vulp era puspè ina giada fomentada. Qua ha ella vis sin in pign in corv che tegneva in toc chaschiel en ses pichel. Quai ma gustass, ha ella pensà, ed ha clamà al corv: "Tge bel che ti es! Sche tes chant è uschè bel sco tia parita, lura es ti il pli bel utschè da tuts".

### Deutsch
Der Fuchs war wieder einmal hungrig. Da sah er auf einer Tanne einen Raben, der ein Stück Käse in seinem Schnabel hielt. Das würde mir schmecken, dachte er, und rief dem Raben zu: „Wie schön du bist! Wenn dein Gesang ebenso schön ist wie dein Aussehen, dann bist du der schönste von allen Vögeln.“